# 553
553(오백오십삼)은 552보다 크고 554보다 작은 자연수다.

## 수학
- 합성수로, 그 약수는 1, 7, 79, 553이다. 진약수의 합은 87이므로, 553은 부족수다.
- {\displaystyle 553=43+47+53+59+61+67+71+73+79}
  - 연속하는 소수(素數) 9개의 합으로 나타낼 수 있으며, 이 성질을 지닌 앞의 수는 515, 다음 수는 593이다.
- {\displaystyle 78^{2}-1}은 553으로 나누어떨어진다.

## 과학
- NGC 553(영어판): 물고기자리 방향에 있는 렌즈형은하.

## 교통

### 철도
- 수도권 전철 5호선 상일동역의 역번호.
- P553: 수도권 전철 5호선 개롱역의 역번호.

### 도로
- 아우토반 553호선(영어판, 독일어판): 독일의 고속도로.
- 현도 제553호선

## 군사
- U-553(영어판, 독일어판): 제2차 세계 대전에 사용된 나치 독일의 군용 잠수함.

## 문화유산
- 대한민국의 보물 제553호: 안동 예안이씨 충효당
- 대한민국의 사적 제553호: 인제 한계산성

## 기타
- 연도: 553년, 기원전 553년